# میشو برچکو
میشو برچکو (انگلیسی: Mišo Brečko؛ زادهٔ ۱ مهٔ ۱۹۸۴) یک بازیکن فوتبال اهل اسلوونی است.
وی همچنین در تیم ملی فوتبال اسلوونی بازی کرده‌است.